# Кевин Спейси
Кевин Спейси Фоулър, (на английски: Kevin Spacey Fowler), Командор на Ордена на Британската империя, е американски театрален и филмов актьор.  Той е носител на две награди „Оскар“ – за „най-добра поддържаща роля“ във филма „Обичайните заподозрени“ и за „най-добър актьор“ за ролята му във филма „Американски прелести“.
Кевин Спейси е командор на Британската империя от 2010 г. заради приноса му към драматургията.

## Биография
Кевин Спейси е роден в Ню Джърси. Спейси е моминското име на неговата майка Катлийн Спейси. Кевин е третото дете в семейството и има по-големи брат и сестра. Още през детските години на Кевин семейството му се премества в Южна Калифорния.
През училищните си години Кевин Спейси бива изгонен от училище заради буйния си нрав. Впоследствие баща му го изпраща във военно училище, от където Кевин също е изгонен след участие в сбиване. В следващото училище, в което постъпва, Кевин Спейси започва да играе в различни спектакли. Там той се запознава с Меър Уинингъм и Вал Килмър. След това Кевин учи актьорско майсторство във висшето училище по драма, танц и музика „Джулиард“.

## Кариера
Първите изяви на Кевин Спейси като актьор са на театралната сцена. Важна роля в кариерата му изиграва участието в театралната пиеса „Смут“ с режисьор Майк Никълс. Заради доброто представяне на Спейси в пиесата, Майк Никълс го кани да участва във филмите „Heartburn“ през 1986 г. и „Работещо момиче“ през 1988 г.
През следващите години Кевин Спейси получава редица второстепенни роли в киното. Той е отличен с награда Оскар за най-добър поддържащ актьор за играта си във филма „Обичайните заподозрени“.
През 1996 г. Спейси прави опит като режисьор с филма „Алигатор албинос“ (Albino Alligator). Следващата 1997 г. става ключова за кариерата му. Той участва във филмите „Поверително от Ел Ей“ и „Нощем в градината на доброто и злото“. И двата филма са изключително добре приети от публиката и критиката. Добрите му роли в тези филми го довеждат до главна роля във филма „Американски прелести“ през 1999 г. За този филм Спейси е награден с награда Оскар за най-добър актьор. Само дни след излизането на филма Кевин Спейси получава звезда в Алеята на славата в Холивуд.
През последните години Кевин Спейси участва филмите „Предай нататък“, „Кей Пакс“, „Отвъд морето“ и др.

## Обвинения в сексуално посегателство
През октомври 2017 г. актьорът Антъни Рап обвинява Спейси в опит за сексуално посегателство срещу него през 1986 г., когато Рап е бил на 14 години.
На 29 октомври 2017 г. Спейси публикува извинение към Рап за своите действия, описвайки ги като „изключително неуместно поведение в нетрезво състояние“.
В извинението си актьорът също разкрива, че е гей. Няколко организации и активисти за правата на хомосексуалните разкритикуват Спейси, че намеква за връзка между двете. Писателят Дан Савидж пише в Туитър, че „нито алкохолизма, нито страхът от разкриване на ориентацията не оправдават сексуалното посегателство“, в което Спейси е обвинен. След обвиненията на Рап и други мъже заявяват, че Спейси ги е подлагал на сексуален тормоз.
На 3 ноември 2017 г. Netflix публично обявява отлагането на снимките на сериала „Къща от карти“, докато Спейси не бъде заменен.
На 17 юли 2019 г. прокуратурата в Кейп Код оттегля всички обвинения в сексуално насилие, повдигнати по-рано против актьора Кевин Спейси. Това става известно, както съобщава телевизионният канал CBS, по време на заседанието на съда в Нантакет, Масачузетс.
На 23 юли 2023 година Спейси е оневинен по всички обвинения срещу него за сексуални посегателства.

## Личен живот
Преди признанията си от 2017 г. актьорът има връзки с няколко жени. Една от тях е озвучаващата актриса Ейприл Уинчъл, а също и със сценаристката Даян Дрейър.

## Филмография
| година      | филм                                 | оригинално заглавие                     | роля                           | бележки |
| ----------- | ------------------------------------ | --------------------------------------- | ------------------------------ | --- |
| 1986        | Изпепелени сърца                     | Heartburn                               | крадец в метрото               | |
| 1987        |                                      | The Equalizer                           | Коул                           | телевизионен сериал, 1 епизод |
| 1987        |                                      | Long Day's Journey Into Night           | Джеймс Тайрон младши           | телевизионен филм |
| 1987        |                                      | Crime Story                             | сенатор Рурк                   | телевизионен сериал, 1 епизод |
| 1988        | Работещо момиче                      | Working Girl                            | Боб Спек                       | |
| 1988        |                                      | The Murder of Mary Phagan               | Уес Брент                      | минисериал |
| 1988        |                                      | Rocket Gibraltar                        | Дуейн Хенсън                   | |
| 1988        |                                      | Wiseguy                                 | Мел Профит                     | телевизионен сериал, 7 епизода |
| 1989        |                                      | Unsub                                   | Бентън                         | телевизионен сериал, 1 епизод |
| 1989        |                                      | Dad                                     | Марио                          | |
| 1989        | Един не чул, друг не видял           | See No Evil, Hear No Evil               | Кърго                          | |
| 1990        |                                      | Fall from Grace                         | Джим Бакър                     | телевизионен филм |
| 1990        |                                      | A Show of Force                         | Франк Къртин                   | |
| 1990        | Хенри и Джун                         | Henry & June                            | Ричард Озборн                  | |
| 1990        |                                      | When You Remember Me                    | Уейд                           | телевизионен филм |
| 1991        |                                      | Darrow                                  | Кларънс Дароу                  | телевизионен филм |
| 1992        |                                      | L.A. Law                                | Джайлс Кийнан                  | телевизионен сериал, 1 епизод |
| 1992        | По взаимно съгласие                  | Consenting Adults                       | Еди Отис                       | - номинация – Сатурн за най-добър актьор в поддържаща роля. |
| 1992        |                                      | Glengarry Glen Ross                     | Джон Уилямсън                  | |
| 1993        |                                      | Tribeca                                 | Крис                           | телевизионен сериал, 1 епизод |
| 1994        |                                      | The Ref                                 | Лойд Шасер                     | |
| 1994        |                                      | Iron Will                               | Хари Кингсли                   | |
| 1994        |                                      | Doomsday Gun                            | Джим Прайс                     | телевизионен филм |
| 1994        |                                      | Swimming with Sharks                    | Бъди Акерман                   | |
| 1995        | Седем                                | Seven                                   | Джон Доу                       | |
| 1995        | Обичайните заподозрени               | The Usual Suspects                      | Роджър Кинт                    | - Оскар за най-добра поддържаща мъжка роля. - номинация – Златен глобус за най-добър поддържащ актьор. |
| 1995        | Зараза                               | Outbreak                                | Кейси Шулър                    | |
| 1996        |                                      | Looking for Richard                     | себе си / херцогът на Бъкингам | |
| 1996        | Време да убиваш                      | A Time to Kill                          | Руфъс Бъкли                    | |
| 1997        | Нощем в градината на доброто и злото | Midnight in the Garden of Good and Evil | Джеймс Уилямс                  | |
| 1997        | Поверително от Ел Ей                 | L.A. Confidential                       | Джак Винсен                    | - Емпайър за най-добър актьор. - номинация – Награда на БАФТА за най-добър актьор в главна роля. |
| 1997        | Алигатор албинос                     | Albino Alligator                        |                                | само режисьор |
| 1998        | Хърли-бърли                          | Hurlyburly                              | Мики                           | |
| 1998        | Парламентьор                         | The Negotiator                          | Крис Сабиан                    | |
| 1998        |                                      | It's Tough to Be a Bug                  | Хопър (глас)                   | късометражен анимационен филм |
| 1998        | Приключението на бръмбарите          | A Bug's Life                            | Хопър (глас)                   | анимационен филм |
| 1999        | Американски прелести                 | American Beauty                         | Лестър Бърнам                  | - Оскар за най-добра мъжка роля. - Награда на БАФТА за най-добър актьор в главна роля. - номинация – Златен глобус за най-добър актьор в драматичен филм. - номинация – Сателит за най-добър актьор в драматичен филм. - номинация – Емпайър за най-добър актьор. |
| 1999        | Хотелски апартамент                  | The Big Kahuna                          | Лари Ман                       | също продуцент |
| 2000        |                                      | Ordinary Decent Criminal                | Майкъл Линч                    | също продуцент |
| 2000        | Предай нататък                       | Pay It Forward                          | Юджийн Симонет                 | |
| 2001        | Местни новини                        | The Shipping News                       | Койл                           | - номинация – Награда на БАФТА за най-добър актьор в главна роля. - номинация – Златен глобус за най-добър актьор в драматичен филм. |
| 2001        | Кей Пакс                             | K-PAX                                   | Прот / Робърт Портър           | - номинация – Сатурн за най-добър актьор. |
| 2001        |                                      | Shackleton's Antarctic Adventure        | (разказвач)                    | късометражен документален филм |
| 2003        |                                      | Freedom: A History of Us                |                                | телевизионен сериал, 6 епизода |
| 2003        | Съединените щати на Лиланд           | The United States of Leland             | Албърт Фицджералд              | също продуцент |
| 2003        | Животът на Дейвид Гейл               | The Life of David Gale                  | Дейвид Гейл                    | |
| 2004        | Отвъд морето                         | Beyond the Sea                          | Боби Дарин                     | също режисьор, сценарист и продуцент - номинация – Златен глобус за най-добър актьор в мюзикъл или комедия. |
| 2005        |                                      | Edison                                  | Уолъс                          | |
| 2006        |                                      | The Interrogation of Leo and Lisa       |                                | късометражен филм |
| 2006        | Супермен се завръща                  | Superman Returns                        | Лекс Лутор                     | |
| 2007        | Фред Клаус                           | Fred Claus                              | Клайд Норткът                  | |
| 2008        | 21                                   | 21                                      | Мики Роса                      | |
| 2008        |                                      | Recount                                 | Рон Клайн                      | телевизионен филм - номинация – Златен глобус за най-добър актьор в минисериал или телевизионен филм. |
| 2008        |                                      | Telstar: The Joe Meek Story             | Уилфред Банкс                  | |
| 2009        |                                      | Shrink                                  | Хенри Картър                   | |
| 2009        | Луна                                 | Moon                                    | ГЕРТИ (глас)                   | |
| 2009        | Мъжете, които се взират в кози       | The Men Who Stare at Goats              | Лари Хупър                     | |
| 2010        | Джак Казиното                        | Casino Jack                             | Джак Абрамоф                   | - номинация – Златен глобус за най-добър актьор в мюзикъл или комедия. |
| 2010        |                                      | Father of Invention                     | Робърт Аксъл                   | |
| 2010        |                                      | Gorilla School                          | (разказвач)                    | телевизионен сериал |
| 2011        | Предел на риска                      | Margin Call                             | Сам Роджърс                    | |
| 2011        | Шефове гадняри                       | Horrible Bosses                         | Дейв Харкен                    | |
| 2011        |                                      | Inseparable                             | Чък                            | |
| 2013 – 2017 | Къща от карти                        | House of Cards                          | Франсис Ъндъруд                | телевизионен сериал |
| 2014        | Шефове гадняри 2                     | Horrible Bosses 2                       | Дейв Харкен                    | |
| 2016        | Елвис и Никсън                       | Elvis & Nixon                           | Ричард Никсън                  | |
| 2016        | Девет живота                         | Nine Lives                              | Том Бранд                      | |